# La Samaritaine
La Samaritaine (plným názvem Grands magasins de la Samaritaine) je obchodní dům v Paříži na nábřeží Seiny v 1. obvodu mezi ulicemi Rue de la Monnaie a Rue Arbre-Sec. Obchod byl od roku 2005 do 23. června 2021 uzavřen. La Samaritaine byl s prodejní plochou 48 000 m2 největší obchodní dům v Paříži a těsně tak předstihl domy Galeries Lafayette a Printemps.

## Historie

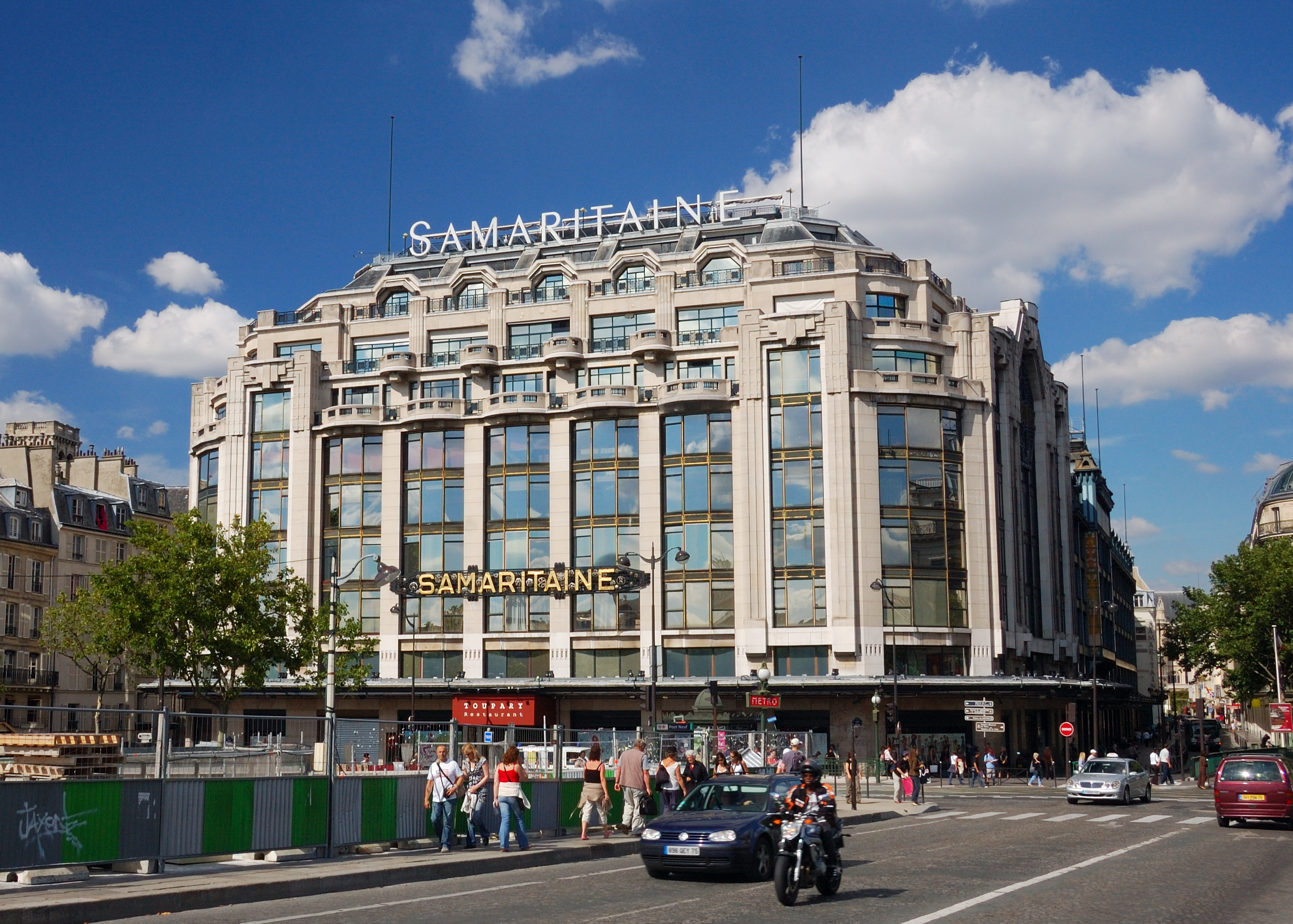
La Samaritaine

Obchod založil v roce 1869 Ernest Cognacq původem z Île de Ré spolu s manželkou Marie-Louise Jay. Ernest Cognacq začal jako prodejce kravat na Pont Neuf, později si zřídil malý obchod v ulici Rue de la Monnaie. Obchod prosperoval a tak jej manželé rozšiřovali nákupem okolních budov, až vznikl obchodní dům zabírající několik sousedících domů. Bloky domů byly v letech 1883–1933 postupně upravovány, zejména v letech 1903–1907, kdy architekt Frantz Jourdain uplatnil principy secese. Přestavbu v roce 1933 provedl ve stylu art deco architekt Henri Sauvage. Celý obchod č. 2 a dále fasáda a střecha obchodu č. 3 jsou proto od roku 1990 chráněny jako historická památka.
Vzhledem ke špatným ekonomickým výsledkům na počátku 90. let obchodní dům zmenšil svou prodejní plochu. Ekonomické problémy však pokračovaly a proto jej v roce 2001 skoupila skupina LVMH (Moët Hennessy Louis Vuitton). 15. června 2005 byl obchod uzavřen, oficiálně kvůli aplikaci moderních bezpečnostních standardů na šest let.
Nakonec se obchod znovu otevřel 23. června 2021.

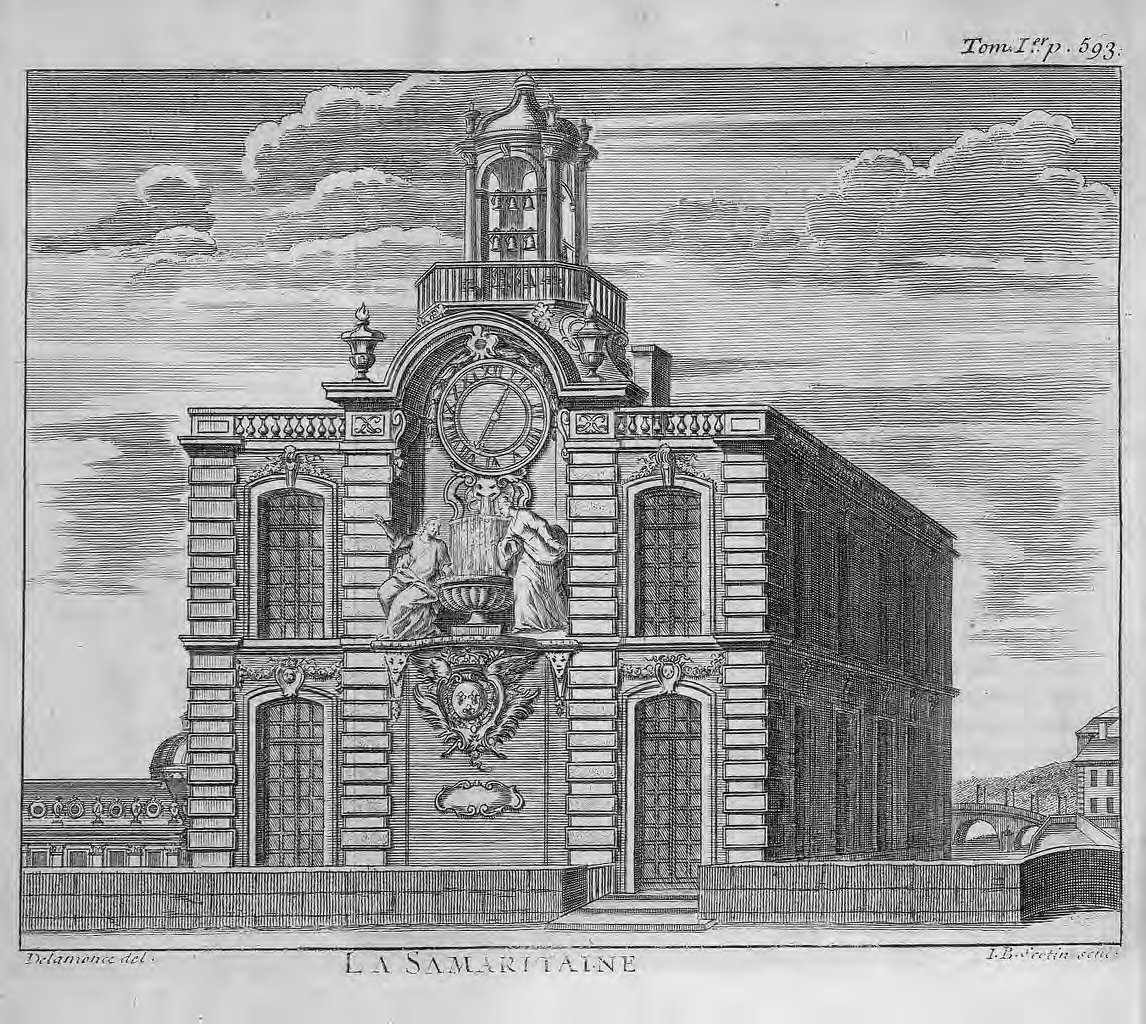
Čerpadlo v roce 1742

## Současný stav
V červnu 2008 představila LVMH projekt přestavby budov na kanceláře, obchody, hotel a bydlení s plánovaným otevřením v roce 2013. Náklady se odhadují na 400 miliónů eur. Práce byly svěřeny japonské agentuře SANAA.

## Původ jména
La Samaritaine (česky Samaritánka) byl název vodního čerpadla umístěného poblíž mostu Pont Neuf, jehož existence je známá od doby vlády Jindřicha IV. Čerpadlo pumpovalo vodu ze Seiny do městských kašen. Stavba byla ozdobena sochařskou výzdobou zobrazující setkání Ježíše a Samaritánky u Jákobovy studny, jehož autorem byl sochař Bernard René Frémin (1672–1744).